# TJ Slezan Opava
TJ Slezan Opava (celým názvem Tělovýchovná jednota Slezan Opava) je sportovní klub z Opavy v Moravskoslezském kraji.

## Historie
TJ Slezan Opava vznikl v roce 1959 sloučením TJ Slavoj Opava a TJ Tatran Opava. Na konci roku 1959 měla jednota 2270 členů, z toho 753 mužů, 356 žen, 354 dorostenců, 217 dorostenek, 270 žáků a 320 žákyň. TJ Slezan Opava patří mezi největší sportovní subjekty v Moravskoslezském kraji.

## Historické názvy
- 1959 – TJ Slezan Opava (Tělovýchovná jednota Slezan Opava)
- 1961 – TJ Slezan OSP Opava (Tělovýchovná jednota Slezan Okresní stavební podnik Opava)
- 1970 – TJ Slezan Opava (Tělovýchovná jednota Slezan Opava)
- 1974 – TJ Slezan STS Opava (Tělovýchovná jednota Slezan Strojní a traktorová stanice Opava)
- 1990 – TJ Slezan Opava (Tělovýchovná jednota Slezan Opava)

## Oddíly
Zdroje:
Atletika
Basketbal (1959 - 199?)
První basketbalový oddíl byl v Opavě zřízen jako součást místního Sokola v roce 1945. V roce 1950 byl oddíl košíkové při TJ Sokol Opava (Tělocvičná jednota Sokol Opava) začleněn pod ZSJ KP Opava  (Závodní sokolská jednota Komunální podniky Opava). Jednota se v roce 1953 stala součástí TJ Tatran Opava, zřízené při Dobrovolné sportovní organizaci Tatran. Ke konci 90. let 20. století se basketbalový oddíl osamostatnil a dále pokračuje samostatně - BK Opava.
Box (bývalý oddíl)

Horolezectví

Jezdectví (bývalý oddíl)

Judo

Jóga

Kanoe

Karate klub

Karate kuma dojo

Krasobruslení (195? - 1990)

Kuželky (bývalý oddíl)

Lední hokej (1959 - 1990)
V roce 1959 se oddíl ledního hokeje TJ Tatran Opava stal součástí TJ Slezan Opava. Své domácí zápasy hrával na Zimním stadionu vybudovaném v roce 1953 na bývalém městském kluzišti. V roce 1990 oddíl vystoupil z tělovýchovné jednoty a dále pokračuje samostatně jako HC Slezan Opava.
Lyžování (bývalý oddíl)

Odbíjená (bývalý oddíl)

Orientační běh

Plavání

Rekreační sporty

Stolní tenis (bývalý oddíl)

Šachy

Šerm

Tenis (bývalý oddíl)

Turistika (bývalý oddíl)

Vodní sporty (bývalý oddíl)

ZRTV (bývalý oddíl)